# Pachythecus
Pachythecus is een geslacht van kevers uit de familie van de loopkevers (Carabidae). De wetenschappelijke naam van het geslacht is voor het eerst geldig gepubliceerd in 1874 door Chaudoir.

## Soorten
Het geslacht Pachythecus is monotypisch en omvat slechts de volgende soort:
- Pachythecus rubrocupreus Chaudoir, 1874